# مهدی سپه‌پور
سرتیپ مهدی سپه‌پور فرمانده نیروی هوایی (۱۷ مرداد ۱۳۲۹ تا آبان ۱۳۲۹) و ((۸ مرداد ۱۳۳۰–۱۶ بهمن ۱۳۳۰) در دوره دولت ملی مصدق بود.
نخستن هواپیمایی که در ایران تعمیر شد یک بدنه کامل از هواپیمای نوع دی هاویلاند بود که تعمیر آن توسط ستوان دوم سیاوش سیاهپوش در سال ۱۳۰۹ در تعمیرگاه قلعه مرغی صورت گرفت و این هواپیما با کمک بال‌های یدکی به یک هواپیمای کامل تبدیل و آمده پرواز شد. سپه پور خلبان نخستین هواپیمایی بود که در ایران تعمیرات شد.
با توجه به مهارت سپه پور در خلبانی او به عنوان معلم  شاه در یادگیری خلبانی انتخاب می‌شود.
سپه‌پور از جمله افسرانی بود که شورای فرماندهی افسران ناسیونالیست را به اتفاق سرتیپ تقی ریاحی - سرتیپ محمود امینی - سرتیپ محمود افشار طوس - سرتیپ مهدی سپه پور - سرهنگ غلامرضا مصوررحمانی در دوره دولت مصدق تشکیل داده و او را در دوره دوم نخست وزیرش یاری کرد.
او در مورد روز ۲۵ مرداد و فرار شاه به بغداد چنین می‌گوید:
با اطلاع از پرواز، هواپیمای شاه را در رادار و تحت کنترل داشتیم. از مصدق دربارهٔ ساقط کردن، نشاندن یا اجازه دادن به خلبان برای عبور از مرز هوایی کشور، کسب تکلیف کردم اما او گفت: «بگذارید برود.